# ステュクス川を渡るカロンのいる風景
『ステュクス川を渡るカロンのいる風景』（ステュクスがわをわたるカロンのいるふうけい、西: El paso de la laguna Estigia、英: Landscape with Charon Crossing the Styx）は、初期フランドル派の画家ヨアヒム・パティニールが1520–1524年ごろ、板上に油彩で制作した絵画で、個人の美術愛好家の私室のための作品 (キャビネット絵画) である。本作の名が文献に最初に現れるのは1636年のことで、スペイン王フェリペ2世が購入した可能性があるとされている。現在、マドリードのプラド美術館に所蔵されている。

## 背景
本作は、一般的な北方ルネサンス絵画と初期マニエリスム絵画の傾向と合致している。16世紀には、ドイツとネーデルラントで新しい絵画の時代が幕を開けたが、それは地元の伝統と外国の影響を組み合わせたものであった。パティニールを含む多くの画家はイタリアへ旅行し、その旅行により新しい概念、特に自然に関する表現がもたらされれた。それゆえ、パティニールの宗教的主題は、正確な観察と自然主義をヒエロニムス・ボスの北方的伝統に触発された空想的風景と組み合わせている。なお、パティニールは風景画を手掛けた最初の画家として認識されている。

## 図像
作品は、キリスト教の「最後の審判」と『アルス・モリエンディ』 (15世紀の西欧に流行した死に方の手引書)  の伝統の枠組みの中に、ウェルギリウスの叙事詩『アエネーイス』 (第6巻、369行) とダンテの『神曲』の「地獄編」 (カント3、78行) に語られている古典的主題を描いている。画面は中央に流れるステュクス川と左右の岸に三分割され、パティニールの作品の中でも独特なものとなっている。
ステュクス川は、地獄の最も深いところを流れる4つの川の1つである。舟に乗っている大きな人物はカロンで、死者の魂を右側にある冥界の神ハデスの門に送ろうとしている。舟の乗客はあまりに小さく、顔の表情はわからないが、人間の魂である。魂は左側の天国へ行くか、右側の地獄へ行くかの岐路に立たされている。
左側には湿地帯が拡がり、命の泉のあるエデンの園を天使が示し、天国へ行くことを許されたものが散歩している。命の泉からは、天国を流れるレーテー川が流れている。また、ここに描かれたクジャクと鹿は「復活」と「贖罪」を象徴している。奇想の建築物はボスの『快楽の園』 (プラド美術館) を想起させる。
画面の右側には、パティニールの地獄像があり、大方ボスの影響を拠り所としている。パティニールの描写は、古代ギリシャの作家パウサニアス (Pausanias) に従っており、絵画に描かれているハデスの門の1つはペロポネソス半島の南端のマタパン岬に今も見ることのできる入り江に位置していた。右側にある地獄の手前には多くの果実が実を結び、鳥たちが飛び交い、むしろ天国よりも豊かに見えるが、これが欺瞞であることは悪魔のシンボルである猿によって象徴されている。奥にある塔の下にある門の前には3つの頭を持つ地獄の番犬ケルベロスがおり、門の入り口を守り、入ろうとする魂を脅している。舟の上の魂は地獄の方を見て、究極的な運命を選択しており、天国の川岸にいて、より入るのが困難な天国への道へと魂を招く天使を無視している。
本作に激動の時代の悲観主義が反映されているのは間違いない。作品が描かれた当時の1517年にはマルティン・ルターの「95か条の論題」がヴィッテンベルクで出されており、プロテスタントの宗教改革が勢いを得ていた。パティニールはこの作品をメメント・モリとしており、鑑賞者すべてに死の瞬間に備えなけらばならないと思い起こさせているのである。

## 構図と色彩
本作は世界図絵の構図を用い、彼の作品に典型的な3色構成をとっている。3色構成とは、前景の茶色から青緑、そして背景の薄い青へと色を変化させていくものである。パティニールが一般化させたことで認められているこの形式は、広大な風景の鳥瞰図を提供するものである。さらに、絵画は色彩を用いて、天国と地獄、善と悪を目に見えるようにしている。左側には天上的な場所があり、そこには明るい青空、輝く泉のある透明な青色の川があり、草に覆われた丘にアクセントを与える天使がいる。絵画の右側には、地獄と絞首刑に処せられた人物を覆う暗い空がある。丘の上では火が燃え盛っている。前景は、天国の茶色の岩々と地獄の茶色の焼けた木々により成り立っている。
中景には、川と明るい青と緑の色調の草地がある。暗い青色の川の水平線により切り取られている背景は、白と灰色の雲のある暗い青色の空となっている。この構図的手法により、丘に枠どられ、事物が多く描かれている左右両側から中景の開かれた空間へと鑑賞者の目は誘われ、絵画の焦点となっている舟の中の人物が強調されることになるのである。